# Ponç de Copons
Ponç de Copons (? - Poblet, Conca de Barberà, 1348) fou abat del Monestir de Benifassà (1311-1316) i del Reial Monestir de Santa Maria de Poblet (1316-1348). Probablement era germà d'Elisenda de Copons, abadessa de Santa Maria de Vallbona de les Monges.

## Abadiat
Escollit el 20 de maig de 1316, el seu abadiat al Monestir de Poblet es caracteritzà per una època de prosperitat, prosseguint les obres ja iniciades i incorporant noves possessions territorials (Castellserà, la Fuliola, Tornabous, Bellmunt i Butsènit). Gràcies a la prosperitat del Monestir, pogué finançar l'expedició militar contra Sardenya de 1322-1323.
L'elegància de Poblet en temps de l'Abat Copons va ajudar a fer que el rei Pere el Cerimoniós es decidís per ordenar la construcció d'un magnífic Panteó Reial per als reis de la Corona d'Aragó. Coincidint amb aquesta idea, Copons va ordenar la construcció del cimbori que dona la silueta tan característica del monestir.
Així mateix encarregà fer una còpia del Llibre dels fets que es conservava al cenobi del copista Celestí des Torrents, qui l'acabà la diada de Sant Lambert, el 17 de setembre, del 1343.

## La Pesta
El juliol de 1348 les obres del cimbori s'hagueren de paralitzar davant l'arribada brutal de la Pesta Negra al recinte pobletà; en efecte, moriren la meitat dels monjos (59 homes) i 20 llecs més. El 29 de juliol moria, víctima de la Pesta, el Pare Abat Ponç de Copons.